# El Naranjo de San Isidro
El Naranjo de San Isidro, ibland El Naranjo Primero, är ett samhälle i kommunen Luvianos i delstaten Mexiko i Mexiko. El Naranjo de San Isidro hade 322 invånare vid folkräkningen år 2020.